# Scaphytopius luteus
Scaphytopius luteus är en insektsart som beskrevs av Delong 1944. Scaphytopius luteus ingår i släktet Scaphytopius och familjen dvärgstritar. Inga underarter finns listade i Catalogue of Life.